# Reichsheerfahrt gegen Heinrich den Löwen
Um die Macht des mächtigen und widerspenstigen Vetters von Kaiser Friedrich I. Barbarossa, Heinrichs des Löwen, des Herzogs von Sachsen, Bayern, Westfalen und Engern, zu brechen, kam es in den Jahren 1180–1181 zu einer direkten Auseinandersetzung zwischen den beiden – der Reichsheerfahrt, die mit einer Unterwerfung von Heinrich endete.

## Ursachen
1176 verlor der Kaiser seinen Italienfeldzug in der Schlacht von Legnano und musste sich in einem demütigenden Frieden dem Papst beugen. Diese Schädigung brachte ihn gegen Heinrich den Löwen auf, da dieser, beschäftigt durch die Kämpfe gegen die Askanier, ihm zuvor die nötige Hilfe verweigert hatte, bzw. im Gegenzug die Stadt Goslar forderte, was für den Kaiser unannehmbar war. Außerdem hatte der Kaiser dadurch viel Autorität verloren, was es ihm erschwerte, wie bisher die Klagen sächsischer Herren gegen ihren Herzog abzubügeln. Schon viele Jahre hatten v. a. die Erzbischöfe von Köln im Bündnis mit den Markgrafen von Brandenburg und den Landgrafen von Thüringen gegen das selbstherrliche Verhalten Heinrich des Löwen geklagt, wobei jedoch der Kaiser immer wieder die Partei des Löwen ergriffen und auch bei Fehden immer wieder zu Gunsten seines Vetters eingegriffen und Frieden vermittelt hatte.
Nachdem Heinrich der Löwe gegen seine Widersacher geklagt hatte, sollte er sich bei mehreren Reichstagen in Worms, Magdeburg, Kayna, Würzburg und schließlich Gelnhausen den ihm gegenüber angebrachten neuen Gegenanschuldigungen seiner Gegner stellen. Heinrich erschien aber zu keinem dieser Prozesse, was 1180 in Gelnhausen zur Aussprechung der Oberacht gegen ihn führte. Dabei wurden ihm in der Gelnhäuser Urkunde sämtliche Reichslehen entzogen und die Durchsetzung dieser Enteignung beschlossen.

## Erste kriegerische Auseinandersetzungen
1180 sicherte der Kaiser zunächst Goslar. Dies war nötig, denn Heinrich versuchte, nach dem gerade abgelaufenen Waffenstillstand, sich dieses Stützpunktes zu bemächtigen. Der Versuch misslang, er verwüstete nur die Umgebung und fiel dann in Thüringen ein. Der anwesende Ludwig von Thüringen eilte ihm nach, konnte aber nichts ausrichten. Auch die kaiserlichen Städte Nordhausen und Mühlhausen u. a. wurden von Heinrich verbrannt. Bei Weißensee kam es zu einer Schlacht, in der die unvorbereiteten Gegner Heinrichs unterlagen. Um die gegnerischen Streitkräfte auseinanderzuhalten, veranlasste Heinrich, wie schon so oft, seine slawischen Bundesgenossen, die Liutizen und Pommern, zu Einfällen in die Ostländer seiner Feinde, vor allem der Mark Lausitz. Am Ende des Jahres begann daraufhin der Askanier Markgraf Otto I. von Brandenburg einen Krieg gegen die Pommern, die den Slawen eine deutliche Niederlage bereitete.

## Die eigentliche Reichsheerfahrt beginnt
Ende Juni 1180 hatte der Kaiser zu Regensburg die bayrischen Angelegenheiten geordnet. Dabei wurden vom Herzogtum Bayern die Steiermark und die andechsische Markgrafschaft Istrien abgetrennt. Der Rest fiel an die Wittelsbacher, namentlich Otto von Wittelsbach. Nun begab er sich, mit einem mächtigen Heer, an dem viele Fürsten beteiligt waren, nach Sachsen, um die Reichsacht zu vollstrecken. Die stark befestigte Burg Lichtenberg, 20 km südwestlich von Braunschweig gelegen, wurde erobert. Im August hielt der Kaiser einen Reichstag zu Werla ab, wobei den Anhängern Heinrichs ein Ultimatum gestellt wurde, bei dem sie samt ihren Familien ihres Erbes verlustig gingen, wenn sie nicht von Heinrich abfielen. Dies hatte Erfolg: Eine Reihe von Edlen ergab sich. Weitere Burgen wurden errichtet und Verwüstungen angestellt, so dass sich immer mehr Edle dem Kaiser ergaben.
Heinrich versuchte sich nun zum alleinigen Herren auf den Gebieten rechts der Elbe zu machen, bei der er gegen schwankende Anhänger entscheidend vorging. So gegen Graf Adolf von Holstein und Graf Bernhard I. von Ratzeburg, deren Länder und Burgen er konfiszierte. Ratzeburg, Plön und Segeburg wurden befestigt. Seine treuen Bundesgenossen Kasimir I. von Pommern und Pribislaw in Mecklenburg waren inzwischen verstorben. Ihm blieben nur noch einige feste Punkte, wie Braunschweig, Lüneburg und Haldensleben.

## Der Fall des Bollwerks Haldensleben
1181 ging Erzbischof Wichmann von Seeburg, zusammen mit Verbündeten, erneut gegen Haldensleben vor, da von diesem Punkt immer wieder Einfälle in seine Gebiete gemacht wurden. Eigentlich sollte er dieses Unterfangen dem Kaiser überlassen, da mehrere Angriffe gegen diese Feste in der Vergangenheit fehlschlugen. Durch den Bau eines Staudammes, der die Ohre und die Beber aufstaute, wurde die Stadt unter Wasser gesetzt. Es kam zur Übergabe, bei der die Besatzer, mitsamt ihrem Gut, abziehen durften. Dann wurde die Feste zerstört.

## Heinrich wird gestellt
Die Bemühungen Heinrichs, Hilfe durch seinen Schwiegervater, Heinrich von England, zu erhalten, scheiterten, da dieser ein Bündnis mit König Philipp August von Frankreich anstrebte. Man wagte es nicht, sich in den innerdeutschen Streit einzumischen.
Der Kaiser rückte nun mit seinem Hauptheer, von Horneburg aus, nach Norden vor. Er hielt sich dabei nicht mit der Eroberung der letzten Festen auf, sondern ließ diese von einzelnen Fürsten belagern und bewachen. So auch Braunschweig und Lüneburg, wobei in der letzteren die Gemahlin Heinrichs verweilte. Die umliegenden Gebiete wurden allerdings verheert. Bischof Dietrich von Halberstadt führte den Auftrag, Blankenburg zu erobern, erfolgreich aus. Inzwischen hatte Heinrich Lübeck stark befestigt und eilte über Ratzeburg an die Elbe. Ratzeburg ging dann durch einen Handstreich von zurückgebliebenen Anhängern des Grafen Bernards verloren. Heinrich, außer sich vor Wut, rüstete zur Belagerung, musste diese aber durch das Herannahen des Kaisers abbrechen. Er zündete die Ertheneburg an und floh zu Schiff nach Stade. Der Kaiser ließ der Herzogin Lüneburg, wodurch ein Teil der dort eingesetzten Kräfte frei wurde und ging gegen Lübeck vor. Neue Bundesgenossen erhielt der Kaiser in Form der Holsten, Heere der Slawen und den Dänenkönig Waldemar I. Die Lübecker ergaben sich, nachdem sie die Erlaubnis des Herzogs eingeholt hatten, der Übermacht. Hier wurde Herzog Bogislaw I., der bis dahin Heinrich unterstand, mit dem Herzogtum Pommern belehnt. Das Ganze fand 1181 seinen Abschluss beim Reichstag zu Erfurt, wo sich Heinrich unterwarf.

## Auswirkungen
Ein Großteil der Besitzungen Heinrichs wurde ihm genommen. Lediglich Braunschweig und Lüneburg sowie einige allodiale und territoriale Besitzungen durfte er behalten. Er ging für einige Jahre nach England in die Verbannung und kehrte 1189 wieder zurück, um die Kämpfe um seine Besitzungen wiederaufzunehmen.
Der Askanier Bernhard erhielt den Titel Sachsenherzog und vor allem den östlichen Teil von Sachsen, bei weitem aber nicht die Macht Heinrichs. Er hatte in dessen Folge einige Probleme, seine Fürsten, vor allem die geistlichen, zur Huldigung zu bewegen. Immerhin blieb Heinrich immer noch mehr an Besitzungen als Bernhard.
Westfalen und Engern gingen, als Herzogtum Westfalen, an das Erzbistum Köln, namentlich Erzbischof Philipp I. von Heinsberg.
Lübeck erhielt für die Übergabe reichlich Freiheiten und wurde zur Reichsstadt erhoben, da der Kaiser im Nordosten Deutschlands eine mächtige Handelsstadt erhalten wollte.
Die Markgrafschaft Brandenburg unter Otto I. erlangte durch den Sturz des mächtigsten Fürsten nun größere Bedeutung bei dem Kampf gegen die Slawen.
Ludwig III. von Thüringen erhielt die Sächsische Pfalzgrafschaft, verzichtete aber 1181 zugunsten seines Bruders Hermann I. darauf.
Bernhard von Ratzeburg und Adolf von Holstein bekamen ihre Länder wieder.
Sonstige Lehen wurden an ihre ehemaligen Herren zurückgegeben oder zersplittert. Der Kaiser wollte durch die Aufteilungen die Machtfülle der Fürsten in Zukunft beschränken.
Der Kaiser gewann durch den Erfolg an Ansehen und es kam 1183, besiegelt durch den Konstanzer Frieden, zur Versöhnung mit dem lombardischen Bund.